# Congrés Obrer de 1868
El Congrés Obrer de 1868 fou organitzat a Barcelona el 13 de desembre de 1868 sota la proclama A los obreros de Catalunya per la Direcció Central de les Societats Obreres de Barcelona, formada formada l'octubre de 1868 després del triomf de la revolució gloriosa, i que pretenia estendre's arreu de Catalunya. Constitueix el segon intent d'organitzar les societats obreres sota una direcció centralitzada des del Congrés Obrer de 1865, ja que hi assistiren uns 100 delegats de 61 societats obreres catalanes.
La mesa del Congrés fou composta per Joan Fargas (president), Antoni Colomé (vicepresident), Rafael Farga i Pellicer i Antoni Marsal (secretaris) i Tomàs Valls, Joan Bausells, Robert Bonet, Joan Tanat i Bonaventura Veneciana (vocals). Hi van intervenir dirigents obrers destacats com Josep Pàmias, Josep Roca i Galès o Climent Bové. Es va decidir enviar un manifest al nou govern declarant-se partidaris de la república federal, així com la fundació del periòdic La Federación, portaveu de la nova organització. Pel que fa a l'estudi d'unes bases per a la federació de totes les societats obreres de Catalunya, es deixà per a un futur nou congrés obrer, que tindria lloc el 1870